# エイビット
株式会社エイビット (ABIT corporation) は、東京都八王子市に本社を置く通信機器メーカー。

## 概要
PHSのチップセットなど、内部部品などを主に手がける企業で、コンシューマ向けとしては従来は子会社のアルテルを通して自社開発・製造のW-SIMの販売を行っていた。
2010年10月1日付で、子会社アルテルが手がけてきたW-SIM関連の業務（販売・サポートを含む）を譲受している。
台湾のマザーボードメーカーとは無関係である。

## 沿革
- 2009年5月 - 本社を八王子市平岡町より同市南町に移転。
- 2010年10月 - W-SIM関連の業務をアルテルより譲受。
- 2013年7月1日 - 株式移転により、株式会社エイビットホールディングス（本社・八王子市）を設立し、同社の子会社化。

## 開発端末
- RX420AL（アルテルブランドで、販売はアルテルが担当）
- RX430AL（アルテルブランドで、販売はアルテルが担当していたが、のちに自社ブランド・自社直接販売に変更）
- WX01A
- WX02A（イエデンワ）
- WX03A
- WX04A
- WX05A（イエデンワ2）
- WX06A
- WX07A
- 401AB
- AK010  （ホムテル3G…イエデンワシリーズのSIMフリー版）